# ブルーアンバー
「ブルーアンバー」は、日本のバンド・back numberの楽曲。配信限定シングルとして2025年4月28日にリリースされた。

## 背景
2025年4月14日、back numberがフジテレビ系月10ドラマ「あなたを奪ったその日から」の主題歌を担当することが発表された。
4月21日、楽曲のリリース情報やジャケット写真が公開された。また、リリースに先駆けて4月24日にはFM802『ROCK KIDS 802 -OCHIKEN Goes ON!!-』にてラジオ初解禁された。

作詞作曲を担当した清水は楽曲について
とコメントしている。

## チャート成績
Billboard JAPANの音楽総合チャート「Billboard JAPAN Hot 100」では、ダウンロード（14,750DL）とラジオで首位、ストリーミング7位（6,154,747回）、動画再生8位を記録し初週1位を獲得した。
本チャートで1位を獲得するのは前作「新しい恋人達に」以来約7カ月ぶりである。また、自身6作目、通算9回目の総合首位である。

## 収録内容
| #  | タイトル           | 作詞 | 作曲・編曲 | 時間 |
| -- | ------------------ | ---- | ---------- | ---- |
| 1. | 「ブルーアンバー」 |      |            | 3:27 |